# Шлосвипах
Шлосвипах (њем. Schloßvippach) општина је у њемачкој савезној држави Тирингија. Једно је од 55 општинских средишта округа Земерда. Према процјени из 2010. у општини је живјело 1.414 становника. Посједује регионалну шифру (AGS) 16068048.

## Географски и демографски подаци
Шлосвипах се налази у савезној држави Тирингија у округу Земерда. Општина се налази на надморској висини од 175 метара. Површина општине износи 20,9 km². У самом мјесту је, према процјени из 2010. године, живјело 1.414 становника. Просјечна густина становништва износи 68 становника/km².

## Међународна сарадња
| Мјесто | Држава    | Врста сарадње | Од    |
| ------ | --------- | ------------- | ----- |
|        | Француска | партнерство   | 1996. |
| Извор  |           |               |       |